# Свідки Путіна
«Свідки Путіна» (рос. Свидетели Путина) — документальний фільм російського режисера Віталія Манського про початок правління Володимира Путіна.
Інтернет-прем'єра фільму відбулася 12 грудня 2018 року в кінотеатрі Artdoc.Media. Також фільм був представлений на Лондонському кінофестивалі.

## Сюжет
Події у фільмі починаються 31 грудня 1999 року, коли Російська Федерація дізнається про появу нового президента. Фільм заснований на документальних свідченнях операції «Наступник», унаслідок якої країна отримала президента, який править нею донині.

## Оцінки
Фільм позитивно сприйняли кінокритики. На сайті Rotten Tomatoes він має рейтинг 83 % на основі 12 рецензій. На Кінофестивалі у Карлових Варах стрічка була визнана найкращим документальним фільмом (більше 60 хвилин).

## Нагороди та номінації
- 2018 — «Міжнародний кінофестиваль у Карлових Варах» — Найкращий документальний фільм[5]
- 2018 — «Артдокфест»[6]